# Miami Dolphins
Miami Dolphins su profesionalni klub američkog nogometa koji se natječe u istočnoj diviziji AFC konferencije NFL lige. Klub je počeo s radom 1965. godine i svoje prve sezone je igrao u tadašnjoj American Football League ligi. Dolphinsi su dosad osvojili 2 naslova prvaka, oba početkom sedamdesetih godina prošlog stoljeća.
Svoje domaće utakmice igraju na Hard rock Stadiumu u predgrađu Miamija.

## Povijest kluba

### Počeci kluba
Dolphinsi su 1966. postali deveti član AFL lige. U četiri sezone koliko su odigrali prije spajanja AFL i NFL lige, Dolphinsi predvođeni trenerom Georgeom Wilsonom i quarterbackom Bobom Grieseom nisu ni jednom ušli u doigravanje. Međutim, od 1970. godine i natjecanja u novoj NFL ligi sve se počinje mijenjati. Već te sezone ulaze u doigravanje, a sezonu kasnije, predvođeni Grieseom, running backom Larryjem Csonkom i wide receiverom Paulom Warfieldom, osvajaju AFC konferenciju i ulaze u svoj prvi Super Bowl u povijesti. U finalnoj utakmici ih ipak pobjeđuju Dallas Cowboysi Rogera Staubacha rezultatom 24:3.

### Dva osvojena prvenstva u 70-ima
Vjerojatno najveći uspjeh kluba dolazi 1972. Dolphinsi u 14 utakmica regularnog dijela sezone ostvaruju 14 pobjeda, unatoč ozljedi Boba Griesea (kojeg za vrijeme ozljede mijenja Earl Morrall). U doigravanju pobjeđuju Cleveland Brownse i Pittsburgh Steelerse, te dolaze do finalne utakmice gdje ih čekaju Washington Redskinsi. U utakmici igranoj u Los Angelesu, Dolphinsi dominiraju i na kraju pobjeđuju Redskinse 14:7 i osvajaju prvi naslov prvaka u povijesti. Tako se po prvi puta u povijesti NFL lige dogodilo da neki klub cijelu sezonu završi bez poraza.  Također, 6 igrača koji su igrali te sezone za momčad Dolphinsa kasnije ulazi u "Kuću slavnih" NFL-a, zajedno s trenerom Donom Shulom.  
Sličan uspjeh Dolphinsi ponavljaju i sljedeće sezone. Nakon osvajanja divizije s 12 pobjeda, dolaze do Super Bowla pobjedama u doigravanju protiv Cincinnati Bengalsa i Oakland Raidersa. U trećem finalu zaredom, Dolphinsi kao favoriti pobjeđuju s 24:7, a Larry Csonka biva proglašen igračem utakmice.

### Era Dana Marina
Do 1982. Dolphinsi još dvaput osvajaju diviziju i tri puta ulaze u playoff, ali su svaki puta poraženi u prvoj utakmici. Nakon skraćene sezone 1982., na krilima odlične obrane ulaze u doigravanje, gdje se nakon pobjede nad Patriotsima, Chargersima i Jetsima plasiraju u svoj četvrti Super Bowl u povijesti. Washington Redskinsi ih u tom finalu pobjeđuju 27:17 i tako im uzvraćaju za poraz iz 1972. Sljedeće godine Dolphinsi kao 27. izbor ukupno na draftu biraju quarterbacka Dana Marina.  Marino već u drugoj utakmici sezone ulazi u igru te vodi momčad do osvajanja divizije i doigravanja. 
Sljedeća, 1984., je bila zvjezdana sezona za Marina i Dolphinse. S 14 pobjeda osvajaju diviziju drugi put zaredom, a Marino obara rekord u jardima dodavanja u sezoni (5084)  i broju touchdowna dodavanjem (48) i biva proglašen MVP-em lige. U doigravanju pobjeđuju Seattle Seahawkse i Pittsburgh Steelerse, ali San Francisco 49ersi Joea Montane se u Super Bowlu pokazuju kao preteški protivnici. U utakmici igranoj u Stanfordu u Kaliforniji, 49ersi pobjeđuju 38:16.
Dolphinsi 1985. i treći put zaredom osvajaju diviziju i dolaze sve do konferencijskog finala, a to im je ujedno i bilo posljednje doigravanje do 1990.
Od 1990. do 1999. (zadnje sezone Dana Marina) Dolphinsi bilježe redom vrlo dobre sezone, te 7 puta ulaze u doigravanje, ali većinom do wild-card ili divizijske runde. Samo jednom, 1992., dolaze do još jednog konferencijskog finala gdje gube od Buffalo Billsa 29:10. 1995. Dan Marino obara rekord Frana Tarkentona u jardima dodavanja u karijeri (48.841) i broju touchdowna dodavanjem (352). Posljednja njegova utakmica bila je utakmica divizijske runde doigravanja 1999. protiv Jacksonville Jaguarsa, gdje su Dolphinsi teško poraženi sa 62:7.

### Od 2000. do danas
Prvih nekoliko sezona bez Marina momčad je nastavila bilježiti dobre rezultate, te je 2000. čak i osvojila diviziju. Međutim, rezultati se polako pogoršavaju i 2007. Dolphinsi bilježe samo jednu pobjedu u sezoni, ali već iduće uspijevaju osvojiti diviziju. Ulaze u doigravanje, gdje gube od Baltimore Ravensa u wild-card rundi s 27:9. To im je i zadnje pojavljivanje u doigravanju do danas.

## Učinak po sezonama od 2008.
| Sezona | Liga | Konferencija | Divizija | Regularni dio sezone | Regularni dio sezone | Regularni dio sezone | Regularni dio sezone | Uspjeh u doigravanju       |
| Sezona | Liga | Konferencija | Divizija | Poz.                 | Pob.                 | Por.                 | Ner.                 | Uspjeh u doigravanju       |
| ------ | ---- | ------------ | -------- | -------------------- | -------------------- | -------------------- | -------------------- | -------------------------- |
| 2008.  | NFL  | AFC          | Istok    | 1.                   | 11                   | 5                    | 0                    | poraženi u wild-card rundi |
| 2009.  | NFL  | AFC          | Istok    | 3.                   | 7                    | 9                    | 0                    |                            |
| 2010.  | NFL  | AFC          | Istok    | 3.                   | 7                    | 9                    | 0                    |                            |
| 2011.  | NFL  | AFC          | Istok    | 3.                   | 6                    | 10                   | 0                    |                            |
| 2012.  | NFL  | AFC          | Istok    | 2.                   | 7                    | 9                    | 0                    |                            |
| 2013.  | NFL  | AFC          | Istok    | 3.                   | 8                    | 8                    | 0                    |                            |
| 2014.  | NFL  | AFC          | Istok    | 3.                   | 8                    | 8                    | 0                    |                            |
| 2015.  | NFL  | AFC          | Istok    | 4.                   | 6                    | 10                   | 0                    |                            |
| 2016.  | NFL  | AFC          | Istok    | 2.                   | 10                   | 6                    | 0                    | poraženi u wild-card rundi |
| 2017.  | NFL  | AFC          | Istok    | 3.                   | 6                    | 10                   | 0                    |                            |
| 2018.  | NFL  | AFC          | Istok    | 2.                   | 7                    | 9                    | 0                    |                            |

### Članovi Kuće slavnih NFL-a
- Bob Griese (u klubu od 1967. do 1980.)
- Larry Csonka (1968. – 1974., 1979.)
- Nick Buoniconti (1969. – 1974., 1976.)
- Larry Little (1969. – 1980.)
- Jim Langer (1970. – 1979.)
- Paul Warfield (1970. – 1974.)
- Dwight Stephenson (1980. – 1987.)
- Dan Marino (1983. – 1999.)
- Thurman Thomas (2000.)
- Cris Carter (2002.)

- Don Shula (trener) (1970. – 1995.)